# Dardan Dehari
Dardan Dehari (mac. Дардан Дехари; ur. 23 sierpnia 1990 w Tetowie) – północnomacedoński narciarz alpejski pochodzenia albańskiego, uczestnik Zimowych Igrzysk Olimpijskich 2022.

## Kariera sportowa
Karierę sportową rozpoczął w wieku czterech lat, szkolił się w ośrodku narciarskim na górze Popowa Szapka, został następnie członkiem klubu narciarskiego Shkendia. Jego trenerem był Antonio Ristewski.
W 2015 roku wziął udział w Mistrzostwach Świata w dyscyplinie slalom gigant; pokonał trasę w 1:26.30 min, nie został zakwalifikowany do drugiej rundy.
Uczestniczył w Zimowych Igrzyskach Olimpijskich 2022 jako chorąży północnomacedońskiej reprezentacji olimpijskiej. Miał wystartować w dyscyplinach slalom oraz slalom gigant; nie wystąpił w nich z powodu kontuzji doznanej podczas treningu.